# Sirhind Fatehgarh Sahib

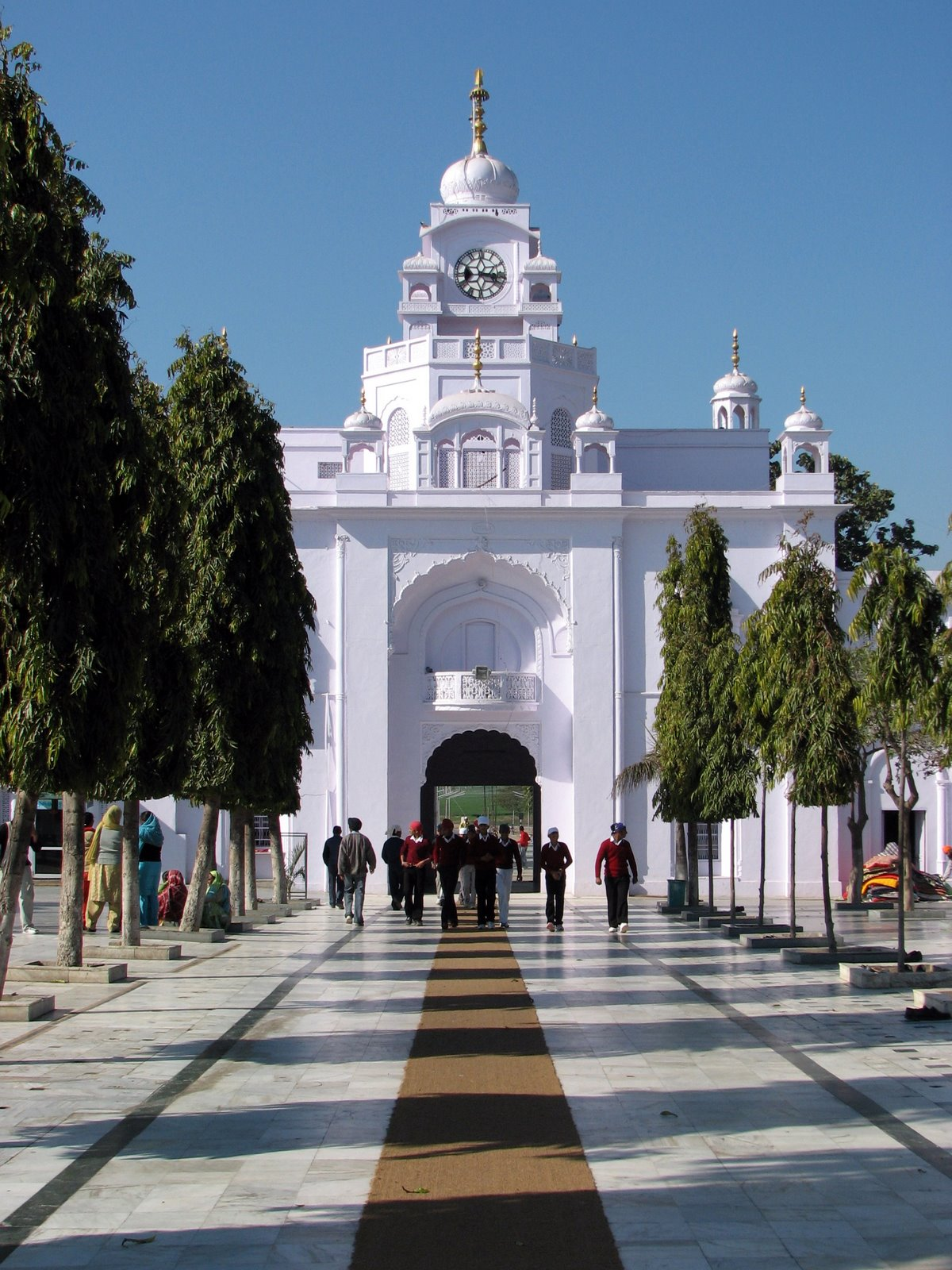
Gurdwaran i staden.

Sirhind Fatehgarh Sahib (alternativt Fatehgarh Sahib, äldre namn Sirhind) är en stad i den indiska delstaten Punjab, och är huvudort för distriktet Fatehgarh Sahib. Folkmängden uppgick till 58 097 invånare vid folkräkningen 2011. Staden ligger drygt 50 km från Chandigarh i riktning mot staden Ambala.
Under sultanen Firuz Shah uppfördes här ett starkt fort. Vid staden segrade 1555 Bajram Khan, en av Humajuns generaler, över Sikandar, den mäktigaste av de tre tronpretendenter som stod i Humajuns väg i hans plan att återta mogultronen, och Humajun kunde därigenom inta huvudstaden Delhi. Staden fortsatte att under mogulriket vara av viss betydelse. Den ingick senare i furstendömet Patiala.
Sedan två äldre söner till sikhernas Guru Gobind Singh ljutit martyrdöden i Slaget vid Chamkaur 22 december 1704, mördades jämväl två av guruns yngre söner i staden Sirhind 28 december samma år av den lokale muslimske härskaren. Till de mördade gossarnas minne uppfördes här senare en gurdwara.